# Stioro
Der Stioro war ein Feld- und Ackermaß im Großherzogtum Toskana.
- 1 Stioro = 12 Panori = 48 Quadrat-Canne = 2571,5 Pariser Geviertfuß = 4,0874 Aren
- 1 Quadrat-Canne = 8,515483 Quadratmeter[1]
- 1 Panoro = 1/12 Stioro = 214 4/13 Pariser Geviertfuß = 22 3/5 Quadratmeter[2]